# Derde brief van Paulus aan de Korintiërs
De derde brief van Paulus aan de Korintiërs (afgekort: 3 Korintiërs of 3 Kor.) is een apocrief geschrift uit de tweede eeuw na Christus. 

## Taal
De brief is geschreven in het koinè-Grieks, de algemene omgangstaal in (het oosten van het) Romeinse Rijk.

## Handelingen van Paulus
Hoewel 3 Korintiërs als zelfstandig geschrift circuleerde onder de diverse kerkgemeenten van (met name) Klein-Azië, is sinds de vondst van de Handelingen van Paulus aan het einde van de negentiende eeuw bekend dat 3 Korintiërs onderdeel uitmaakte van dit werk. Dat geldt trouwens ook voor de brief van de Korintiërs aan Paulus, waarop 3 Korintiërs een reactie is.

## Doel en inhoud
In de tweede eeuw rezen er problemen met betrekking tot de interpretatie van de woorden van Paulus in 1 Korintiërs 15,50 nbg: "vlees en bloed kunnen het Koninkrijk Gods" niet beërven. Paulus lijkt hier een lichamelijke opstanding te ontkennen en door sommige heterodoxe christenen (soms van gnostische of docetische inslag:15:38) uitgelegd dat er alleen een geestelijke opstanding zal plaatsvinden. Irenaeus van Lyon (tweede eeuw), de grote ketterbestrijder, keerde zich tegen de uitleg als zou er alleen een geestelijke opstanding plaatsvinden. Hij schrijft over 1 Korinthe 15:50: "het favoriete vers van de ketters" dat zij volgens hem volledig uit z'n context rukken. Volgens Irenaeus moet men de woorden van Paulus zien als een uitdrukkingswijze en dus niet letterlijk opvatten. Volgens hem leerde Paulus evenals de evangelisten en andere Nieuwtestamentische auteurs gewoon de lichamelijke opstanding. Omdat dit blijkbaar toch niet voldoende bleek uit de brieven van Paulus en 1 Kor. In het bijzonder wordt in het midden van de tweede eeuw door een proto-orthodoxe christen de zogenaamde derde brief van Paulus aan de Korintiërs opgesteld.:20:58 Deze brief was op zijn beurt weer een antwoord op een gefingeerde brief van de Korintiërs aan Paulus waarin hem om opheldering wordt gevraagd over de aard van de opstanding. Beide brieven zijn van de hand van dezelfde schrijver. (Het is aannemelijk dat de schrijver van de brieven dezelfde persoon is als de schrijver van de rest van Hand. v. Paulus.)
De brief begint met het opschrift: "Paulus, aan de Korintiërs, over het vlees." In 34 verzen geeft "Paulus" (de zgn. "Pseudo-Paulus":16:55)) de "juiste" uitleg van zijn woorden en bevestigd hij de rechtzinnige leer dat er toch echt een opstanding van het vlees zal plaatsvinden (1,26vv). De schrijver van de brief citeert of zinspeelt op verschillende verzen uit de canonieke brieven van de apostel, wat dan in ieder geval weer helpt bij het dateren van het paulinische corpus.

## Canoniciteit
In het westen heeft 3 Korintiërs nooit deel uitgemaakt van de canon van het Nieuwe Testament. Maar in het oosten (zoals in Syrië en Armenië:6:06) lijkt 3 Korintiërs soms wel deel te hebben uitgemaakt van de canon.